# كتسياس
كتسياس هو طبيب ومؤرخ يوناني، من أهل القرن الخامس قبل الميلاد.
كان طبيبا في بلاط الملك أردشير الثاني الذي أطلق عليه اليونان ارتكسركسيس الثاني، وصاحبه في معركة كوناكسا عام 401 ق. م. عاد بعدها إلى اليونان وكتب كتابه Persica ، والذي لم يصلنا إلى موجز منه، كتبه فوتيوس.

## روابط خارجية
- كتسياس على موقع الموسوعة البريطانية (الإنجليزية)
- كتسياس على موقع إن إن دي بي (الإنجليزية)